# Mihkel Aksalu
Mihkel Aksalu (ur. 7 listopada 1984 w Kuressaare) – estoński piłkarz grający na pozycji bramkarza w Paide Linnameeskond.

## Kariera klubowa
Aksalu rozpoczął karierę w 2000 w FC Kuressaare, z którego był dwukrotnie wypożyczany: do Muhumaa JK (2000–2001) i Sörve JK (2002). W 2003 trafił do Hiiumaa ÜJK Emmaste, ale jeszcze w tym samym roku przeniósł się do Flory Tallinn, w której grał do 2010. W latach 2003–2005 był na wypożyczeniu w Pärnu Tervis, a w 2006 grał w rezerwach Flory. 29 stycznia 2010 Estończyk podpisał dwuipółletni kontrakt z Sheffield United. Nie udało mu się przebić do pierwszego składu, więc w październiku wypożyczono go na dwa miesiące do Mansfield Town. Zagrał jedynie w dwóch meczach z powodu problemów z mięśniami brzucha i w grudniu 2010 wrócił do Sheffield, jednakże z powodu kontuzji nie doczekał się debiutu w tym zespole, więc w styczniu 2012 opuścił go. Na początku kwietnia 2012 wrócił do Flory, lecz w czerwcu tegoż roku opuścił ją, by wyleczyć kontuzję pleców, która nie pozwalała mu grać. Na początku kwietnia 2013 podpisał kontrakt z Seinäjoen Jalkapallokerho, w którym zadebiutował 4 maja 2013 z PK-35 Vantaa. W marcu 2014 wraz z klubem zdobył puchar ligi fińskiej. W sierpniu 2015 przedłużył kontrakt z klubem do 2017 roku. W sezonie 2015 wywalczył mistrzostwo Finlandii. W marcu 2016 został kapitanem drużyny. Po zakończeniu sezonu 2019 opuścił klub. W styczniu 2021 podpisał roczny kontrakt z Paide Linnameeskond.

## Kariera reprezentacyjna
Aksalu zadebiutował w reprezentacji Estonii 17 października 2007 w meczu z Czarnogórą.
21 marca 2021, niemal dwa lata po ostatnim występie w reprezentacji, został powołany do kadry, zastępując zawodników niemogących wziąć udziału w zgrupowaniu z powodu koronawirusa. 24 marca 2021 wystąpił w przegranym 2:6 meczu z Czechami, rozegranym w Lublinie.

## Osiągnięcia
- Mistrzostwo Estonii (1): 2003
- Mistrzostwo Finlandii (1): 2015
- Puchar Estonii (2): 2008, 2009